# Tadeusz Ostrzeszewicz
Tadeusz Ostrzeszewicz (ur. 1872 w Łazach, zm. 20 stycznia 1938 w Warszawie) – polski funkcjonariusz Służby Więziennej.

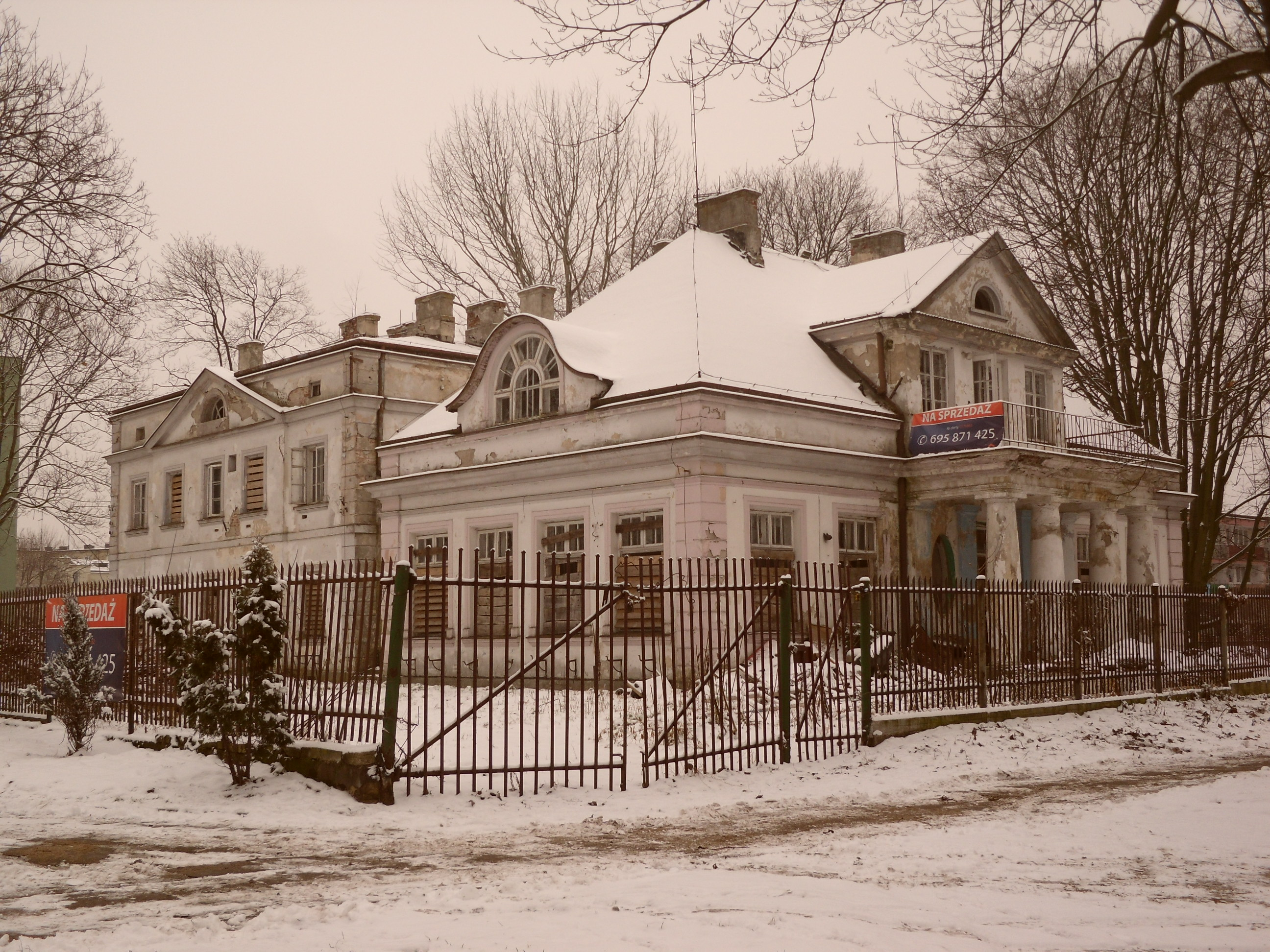
Dwór w Chodakowie

## Życiorys
Urodził się 1872 w Łazach w guberni warszawskiej. Wychowywał się w majątku dworskim w Chodakowie. Ukończył szkołę średnią w Warszawie. Powróciwszy do rodzinnego Chodakowa był obywatelem ziemskim. Doceniany przez współmieszkańców, w okresie od połowy 1909 do połowy 1915 był trzykrotnie wybierany sędzią gminnym 3 Okręgu w powiecie sochaczewskim. Przed 1914 przeniósł się do stolicy.
Po wybuchu I wojny światowej działał w Komitecie Obywatelskim m. st. Warszawy. Po ustąpieniu władz rosyjskich mianowany przez Komitet Obywatelski oraz w imieniu Straży Obywatelskiej w 1915 objął stanowisko naczelnika Więzienia Centralnego w Warszawie przy ul. Daniłowiczowskiej 7 w Warszawie. Później szefował placówką w trakcie okupacji niemieckiej. W tym czasie udzielał pomocy Polakom osadzonych w zakładzie, zapewniając im wolność lub łagodne traktowanie.
U kresu wojny, w chwili odzyskania przez Polskę niepodległości 11 listopada 1918 przejął kierowanie więzieniem od władz niemieckich. Został tym samym jednym z pierwszych polskich więzienników. Na początku 1920 został członkiem komisji powołanej do opracowania regulaminu więziennego. Od 1923 był członkiem komisji egzaminacyjnej przy Departamencie Więziennym Ministerstwa Sprawiedliwości dla egzaminów na inspektorów więziennych. Wykładał przepisy służbowe i zasady biurowości w Centralnej Szkole Więziennej i Niższych Funkcjonariuszów (późniejsza Szkoła Straży Więziennej). Od 1930 zasiadał w komisji dyscyplinarnej dla urzędników przy Sądzie Apelacyjnym w Warszawie. Od 1926 do maja 1930 pełnił funkcję prezesa Związku Pracowników Więziennych RP, zaś po ustąpieniu otrzymał tytuł członka honorowego tej organizacji. Stanowisko naczelnika więzienia karno-śledczego przy ul. Daniłowiczowskiej 7 pełnił w okresie II Rzeczypospolitej przez 14 lat do 1 kwietnia 1932, gdy przeszedł w stan spoczynku wskutek choroby. Otrzymał wówczas osobiste podziękowania i wyrazy uznania od Głównego Inspektora Służby Więziennej Michała Lorentowicza.
Zmarł 20 stycznia 1938 w wieku 66 lat. Został pochowany na cmentarzu Powązkowskim w Warszawie 24 stycznia 1938 (kwatera 320-2-1). Był żonaty, miał syna.

## Odznaczenia
- Srebrny Krzyż Zasługi (11 listopada 1923, w uznaniu zasług na polu organizacji więziennictwa)[1].
- Medal Dziesięciolecia Odzyskanej Niepodległości[3].
- Odznaka pamiątkowa „Dziesięciolecia Więziennictwa Polskiego”[3].